# 金叶柃
金叶柃（学名：Eurya aurea）为山茶科柃木属下的一个种。

## 扩展阅读
- 維基物種上的相關：金叶柃